# Настеньковка
Настеньковка (укр. Настеньківка), село,
Китченковский сельский совет,
Краснокутский район,
Харьковская область, Украина.
Код КОАТУУ — 6323582207. Население по переписи 2001 года составляет 7 (2/5 м/ж) человек.

## Географическое положение
Село Настеньковка находится на расстоянии в 2 км от села Китченковка и посёлков
Бузовая и Прогресс.

## История
- 1912 — дата основания.